# Силвињо
Силвио Мендес Кампос Жуниор (порт. Sylvio Mendes Campos Júnior; Сао Пауло, 12. април 1974), познатији као Силвињо (порт. Sylvinho), бразилски је фудбалски тренер и бивши фудбалер који је играо на позицији левог бека. Тренутно је селектор репрезентације Албаније.

## Клупска каријера
Године 1999. постао је први Бразилац који је потписао за Арсенал. 2001. године потписао је уговор за Селту за коју је наступао 3 сезоне. Помогао је Селти да се први пут квалификује у Лигу шампиона и то сезоне 2002/03. За Барселону је потписао уговор 2004. године у вредности од 2 милиона евра. 24. августа 2009. године отишао је у Манчестер Сити на годину дана.